# رافاييل دياز (لاعب كرة قاعدة)
رافاييل دياز (بالإسبانية: Rafael Díaz)‏ هو لاعب كرة قاعدة مكسيكي، ولد في 12 ديسمبر 1970 في سيوداد خواريز في المكسيك.

## وصلات خارجية
- رافاييل دياز على موقع الدوري الياباني لكرة القاعدة (الإنجليزية)
- رافاييل دياز على موقعبيزبول رفرنس.كوم (الدوري الثانوي) (الإنجليزية)